# Nelli Motrošilovová
Nelli (Nelja) Vasiljevna Motrošilovová (rusky Не́лли (Неля) Васи́льевна Мотроши́лова, 21. února 1934 ve vesnici Staroverovo Charkovské oblasti, Ukrajinská SSR, SSSR – 23. června 2021 v Moskvě) byla sovětsko-ruská historička filosofie a vysokoškolská pedagožka.

## Životopis
V roce 1956 absolvovala filozofickou fakultu Moskevské státní univerzity. V letech 1959–1962 studovala v aspirantuře Filozofického ústavu Akademie věd SSSR, kde v roce 1963 obhájila kandidátskou práci pod názvem Kritika idealistických teorií aktivity subjektu (na příkladu fenomenologie Edmunda Husserla a sociologie poznání (rusky Критика идеалистических теорий активности субъекта (на примере феноменологии Э. Гуссерля и социологии познания)). V roce 1970 získala hodnost doktora filosofických věd s disertační prací na téma O problému sociální podmíněnosti poznání (z dějin filozofii 17.–18. století) (rusky К проблеме социальной обусловленности познания (из истории философии XVII–XVIII вв.)). Od roku 1962 působila jako odborný pracovník Filozofického ústavu Akademie věd SSSR a byla v čele odboru pro Dějiny západní filosofie. V roce 1975 obdržela titul profesorky.
Byla žačkou Teodora Ojzermana. Jejím manželem byl sovětský sociolog Jurij Zamoškin. Mezi jejími žáky vynikli Andrej Melvil (syn Jurije Melvila) a Julija Siněokaja.

## České překlady
- MOTROŠILOVOVÁ, N. V. Fenomenologie. In: BOGOMOLOV, A. S.; MELVIL, J. K.; NARSKIJ, I. S. Současná buržoazní filozofie. 1. vyd. Praha: Svoboda, 1978. S. 419–463.